# Silvia Velo
Silvia Velo (Campiglia Marittima, 2 maggio 1967) è una politica italiana.
È stata sindaca di Campiglia Marittima dal 14 giugno 1999 all'8 giugno 2009, deputata alla Camera nella XV, XVI e XVII legislatura della Repubblica e sottosegretario di Stato al Ministero dell'ambiente e della tutela del territorio e del mare dal 28 febbraio 2014 al 1º giugno 2018 nei governi Renzi e Gentiloni.

## Biografia
Nata il 2 maggio 1967 a Campiglia Marittima, in provincia di Livorno, laureata in chimica e tecnologie farmaceutiche all'Università di Pisa nel 1992, ha poi conseguito un dottorato di ricerca in chimica del farmaco e la specializzazione in farmacologia.
Alle elezioni comunali in Toscana del 1995 viene eletta consigliere comunale di Campiglia Marittima, dove alle successive comunali toscane del 1999 viene eletta sindaca del comune con la lista civica "Forum Alleanza di Centrosinistra". Alle elezioni del 2004 viene riconfermata sindaca con la lista "Progressisti Democratici Uniti per Campiglia".
Dopo l'esperienza amministrativa, alle elezioni politiche del 2006 viene candidata alla Camera dei deputati, tra le liste dell'Ulivo (lista che univa i Democratici di Sinistra di Piero Fassino e La Margherita di Francesco Rutelli). Nella XV legislatura della Repubblica è stata componente della 9ª Commissione Trasporti, poste e telecomunicazioni e della 2ª Commissione Giustizia.
Alle elezioni politiche del 2008 è stata ricandidata alla Camera, e rieletta tra le liste del Partito Democratico (PD), come nel 2013, dove dal 15 aprile 2013 al 1º dicembre 2014 è stata vice-capogruppo del gruppo parlamentare del PD alla Camera.
Nella XVI legislatura della Repubblica è stata vicepresidente della 9ª Commissione Trasporti, poste e telecomunicazioni.

### Sottosegretario all'Ambiente e la Tutela del Territorio e del Mare
Con la caduta e la fine del governo di Enrico Letta per volere del neo-segretario del PD Matteo Renzi per diventare Presidente del Consiglio, e alla nascita del suo governo, il 28 febbraio 2014 viene nominata dal Consiglio dei Ministri sottosegretaria di Stato al Ministero dell'ambiente e della tutela del territorio e del mare, insieme all'esponente del Nuovo Centrodestra Barbara Degani, affiancando il neo-ministro dell'UdC Gian Luca Galletti. Tra le deleghe assegnatele compare quella per il coordinamento delle politiche per tutela del mare e la cosiddetta Blue Economy, e la cura dei programmi e delle iniziative del Ministero in merito alla diffusione delle fonti energetiche rinnovabili e le attività di competenza del Ministero in tema di mobilità sostenibile.
Con la nascita del governo presieduto da Paolo Gentiloni, il successivo 29 dicembre 2016 viene confermato nel ruolo di sottosegretaria all'ambiente e la tutela del territorio e del mare.
Alle elezioni primarie del PD del 2017 ha sostenuto la mozione di Andrea Orlando, Ministro della giustizia e uno dei principali esponente dell’area socialdemocratica del PD, entrando a far parte della Direzione nazionale del PD.

### Candidatura al Senato della Repubblica
Alle elezioni politiche del 2018 viene candidata al Senato della Repubblica nel collegio uninominale Toscana - 07 (Livorno), sostenuta dalla coalizione di centro-sinistra in rappresentanza del PD, venendo tuttavia sconfitta e non eletta, giungendo infatti dietro al candidato del centro-destra, in quota Forza Italia, Roberto Berardi (33,24%).